# Hamburger Deckel

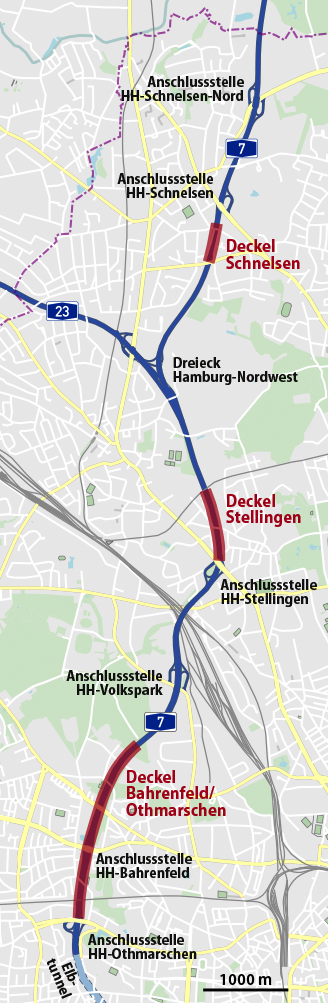
Karte des Hamburger Deckels

Der Hamburger Deckel, auch A7-Deckel genannt, ist eine Reihe von drei einzelnen Tunneln mit einer Gesamtlänge von 3753 Metern, die als Einhausung der Bundesautobahn 7 im Zuge deren 2014 begonnenen Ausbaus in Hamburg nördlich des neuen Elbtunnels erbaut werden. Sie dienen dem gesetzlich geforderten Lärmschutz der Anwohner, wenn die Autobahn auf sechs bzw. acht, abschnittsweise auf zehn Fahrstreifen erweitert sein wird. Dabei erlaubt die Bauweise das Ausnutzen der bisherigen Böschungen zur Verbreiterung. Zugleich eröffnet die Ausführung mit einer belastbaren, mit Erdreich bedeckten und begrünten Decke neue Möglichkeiten der Stadtentwicklung.
Der Baubeginn des Autobahnausbaus in den drei Bereichen ist von 2012 in Stellingen auf 2014 in Schnelsen verlegt worden, da dort der Bauabschnitt privat finanziert wurde und der Planfeststellung weniger Widerstand entgegengesetzt wurde. Laut der Projekt-Website begann der Ausbau des Abschnitts Schnelsen im Jahr 2014. Für den Tunnel Altona (Bahrenfeld/Othmarschen), begannen 2020 vorbereitende Arbeiten, erste Teile des Tunnels Altona werden seit 2021 gebaut. 2028 sollen die Baumaßnahmen abgeschlossen sein. Bereits in Betrieb sind die beiden nördlichen Tunnel Schnelsen und Stellingen.

## Hintergrund

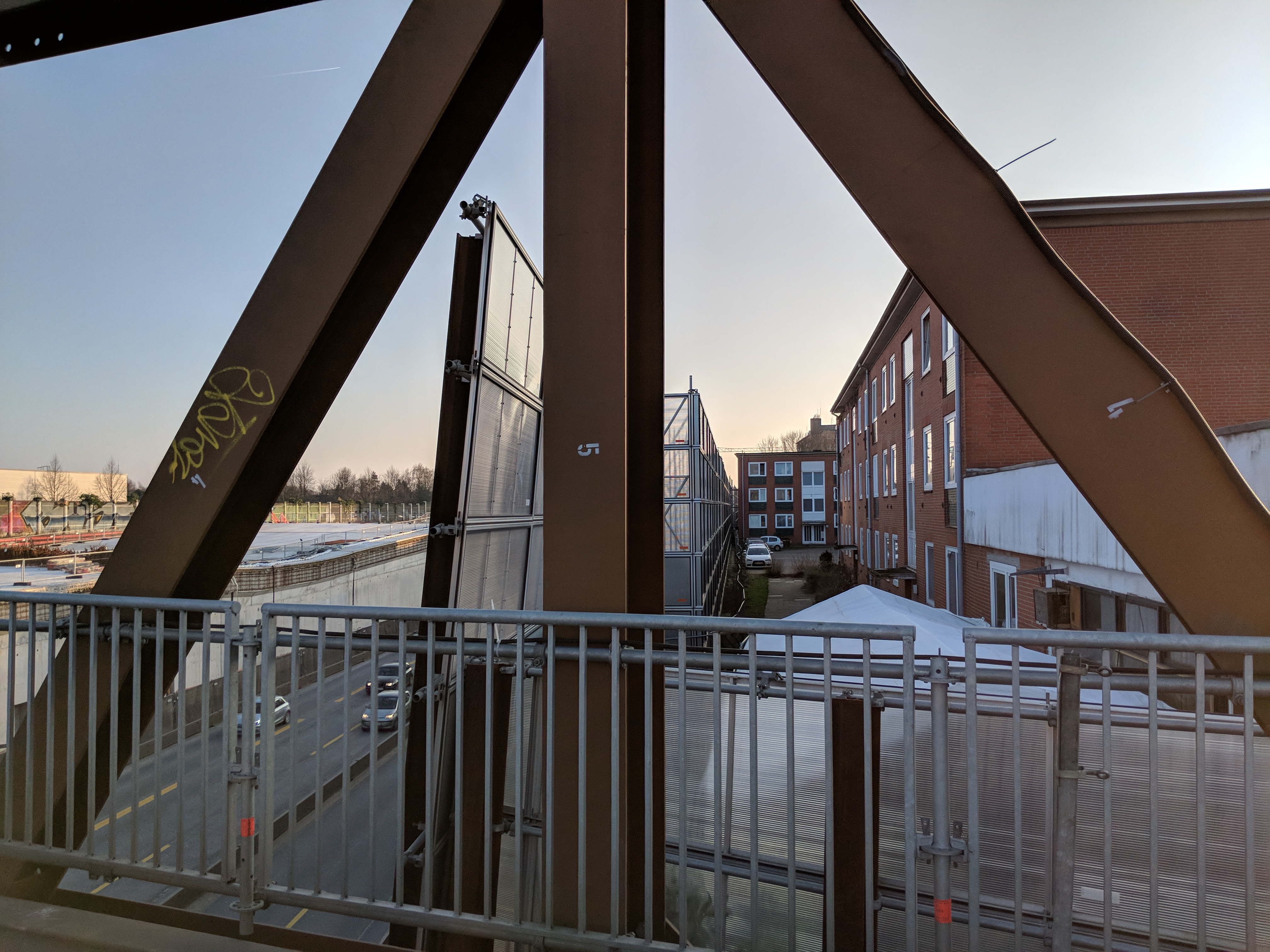
Gebäude stehen sehr nah an der Autobahn

Anlass für den Bau der Deckel ist die Erweiterung der A 7 in Hamburg auf sechs bis zehn Streifen, um einen erhöhten Verkehrsfluss zwischen HH-Süd bis zum Bordesholmer Dreieck zu erreichen. Aufgrund der hohen Verkehrsbelastung wird der Ausbau seit Jahren beim Bundesministerium für Verkehr, Bau und Stadtentwicklung (BMVBS) im Bundesverkehrswegeplan als „Vordringlicher Bedarf“ geführt. Täglich passieren bis zu 152.000 Fahrzeuge diese Strecke. Einigen Expertenmeinungen zufolge ist in den kommenden zehn Jahren ein Anstieg auf 165.000 Fahrzeuge pro Tag zu erwarten. Der theoretische Grenzwert für die zur Verfügung stehenden Fahrstreifen wird zurzeit um bis zu 51 Prozent überschritten. Gleichzeitig liegt die Unfallquote hier knapp 50 Prozent über dem Bundesdurchschnitt.
Der Ausbau, aufgrund der weiter steigenden Fahrzeugzahlen, erfordern einen verbesserten Lärmschutz. So gibt es Bereiche, in denen die Einhaltung der Lärmgrenzwerte auch nicht mehr mit hohen Lärmschutzwänden erreicht werden kann. Hier ist eine vollständige Überdeckelung erforderlich, die nach dem Verursacherprinzip von der Bundesrepublik Deutschland bezahlt werden müssen. Die Kosten des Bundes liegen bei ca. 420 Mio. Euro. Der Deckel sollte den Zustand von vor 1974 wiederherstellen.
Unter diesen Umständen entschloss sich der damalige schwarz-grüne Senat der Hansestadt, der die Planungen aufgrund der gesamtstädtischen Bedeutung übernommen hatte, im Jahr 2009 dazu, die Autobahnerweiterung als Gelegenheit für eine „umfangreiche Stadtreparatur“ zu nutzen. Der Entwurf des Bundes sah lediglich einen Deckel in Stellingen und Bahrenfeld/Othmarschen vor. Der Senat ergänzte diese Planung um einen Deckel in Schnelsen sowie eine Verlängerung des Bahrenfelder Deckels (zwischenzeitlich wieder in Frage gestellt), für die die Stadt die geplanten Kosten tragen wird. Der Bund hat seine Bereitschaft erklärt, die ersparten Aufwendungen für die sehr teuren Lärmschutzwände für die Finanzierung der hamburgischen Deckel aufzuwenden, sodass Hamburg nur die Mehrkosten zu tragen hat. Zusätzlich steht die gesamte Deckeloberfläche für eine „intensive Dachbegrünung“ als Ausgleichsmaßnahmenfläche zur Verfügung. Durch die Begrünung der Deckel werden zugleich die bisher durch die Autobahn zerschnittenen Stadtteile wieder zusammengeführt und 25 Hektar neue Grün- und Freizeitflächen angeboten. Außerdem könnte somit ein durchgehender Grünzug vom Volkspark bis zur Elbe entstehen. Eine Bebauung der Deckel mit Wohn- oder Gewerbe-Gebäuden findet nicht statt.
Schon in der Vergangenheit kämpften mehrere Bürgerinitiativen für eine Überdeckelung der Autobahn aus Lärmschutzgründen. Das Projekt wurde jedoch zunächst aus Kostengründen immer wieder abgelehnt. Mit der jetzigen Planung übernimmt der Bund den Großteil der Kosten. Der Anteil der Stadt liegt bei 167 Mio. Euro. Durch die Entwicklung von umliegenden, bisher stark verlärmten Flächen für den Bau von über 2000 Wohnungen wird mit Erlösen in Höhe von rund 127 Mio. Euro gerechnet, die zur Entlastung des Haushalts dienen. Dies betrifft rund 35 Hektar im Bezirk Altona und 8,5 Hektar im Bezirk Eimsbüttel.

## Planung und Fertigstellung

### Schnelsen
Der kürzeste der drei Deckel, ausgeschildert als „Schnelsentunnel“, ist 560 Meter lang und verläuft von der Heidlohstraße im Süden bis zur Anschlussstelle Hamburg-Schnelsen im Norden. Sieger des Architekturwettbewerbs, für die Gestaltung des Parks auf der Deckoberfläche, ist das Berliner Büro „POLA Landschaftsarchitekten“. Realisiert ist eine weitläufige Wiese, ein Stadtplatz mit Café und Kleingärten. Der Deckel wurde vor dem Stellinger Deckel errichtet. Ende Januar 2015 begannen größere Baumaßnahmen zur Verkehrsführung während der Ausbauzeit. Im März 2018 war der Ausbau der Richtungsfahrbahn Süd zwischen der Anschlussstelle Schnelsen-Nord und dem Autobahndreieck Hamburg-Nordwest fertiggestellt. Die Weströhre des Tunnels Schnelsen wurde am 23. Juni 2018 in Betrieb genommen. Anschließend begann in diesem Abschnitt der Bau auf der Ostseite (Richtung Nord). Seit dem 8. Dezember 2019 können beide Tunnelröhren mit jeweils zwei Fahrspuren genutzt werden. Seit dem 18. Januar 2020 können endgültig in beiden Richtungen drei Fahrspuren genutzt werden. Offiziell eingeweiht wurde der Tunnel bereits am 6. Dezember 2019. Die Mehrkosten für den Schnelsener Deckel gegenüber einer Lärmschutzwand, die für den erforderlichen Lärmschutz ausreichend gewesen wäre, trug die Hansestadt Hamburg. Im September 2022 wurde die neue Park- und Kleingartenanlage auf dem Deckel eröffnet.

### Stellingen
Der vom Bund getragene Deckel in Stellingen ist 893 Meter lang und reicht von der Kieler Straße im Süden bis zur Güterumgehungsbahn im Norden. Insgesamt wird hier auf zehn Fahrstreifen (inklusive der zwei Kilometer langen Einfädelungsstreifen) verbreitert. Der Baubeginn war für 2012 geplant und sollte nach vier Jahren abgeschlossen sein. Vorbereitende Maßnahmen, wie der Brückenneubau der Güterumgehungsbahn, begannen im Jahr 2012. Beim im Mai 2014 begonnenen Rück- und Neubau der Langenfelder Brücke im südlichen Teil des Bauabschnittes begann im April 2015 der Abtransport der Fahrbahn. In einem freiraumplanerischen Architekturwettbewerb zur Gestaltung der Deckeloberflächen setzte sich das Büro „Weidinger Landschaftsarchitekten“ aus Berlin gegen die Konkurrenz durch. Der Vorschlag sieht eine vielfältig nutzbare Parkanlage und Kleingärten vor. Der Beginn der vierjährigen Bauzeit war im März 2016. Im Jahr 2019 wurden beide Fahrtrichtungen durch die Oströhre geleitet und der Bau die Weströhre begonnen. Am 5. Februar 2021 wurde die zweite Röhre für den Verkehr freigegeben. Somit ist der Tunnel vollständig fertiggestellt worden. Im Dezember 2022 wurde mit der Gestaltung der Grünanlagen auf der Deckeloberfläche begonnen. Diese sollte ursprünglich bis Ende April 2025 abgeschlossen sein. Eine reibungslose Umsetzung des Vorhabens führte aber dazu, dass der Deckelpark bereits am 13. Juli 2024 feierlich eröffnet werden konnte.

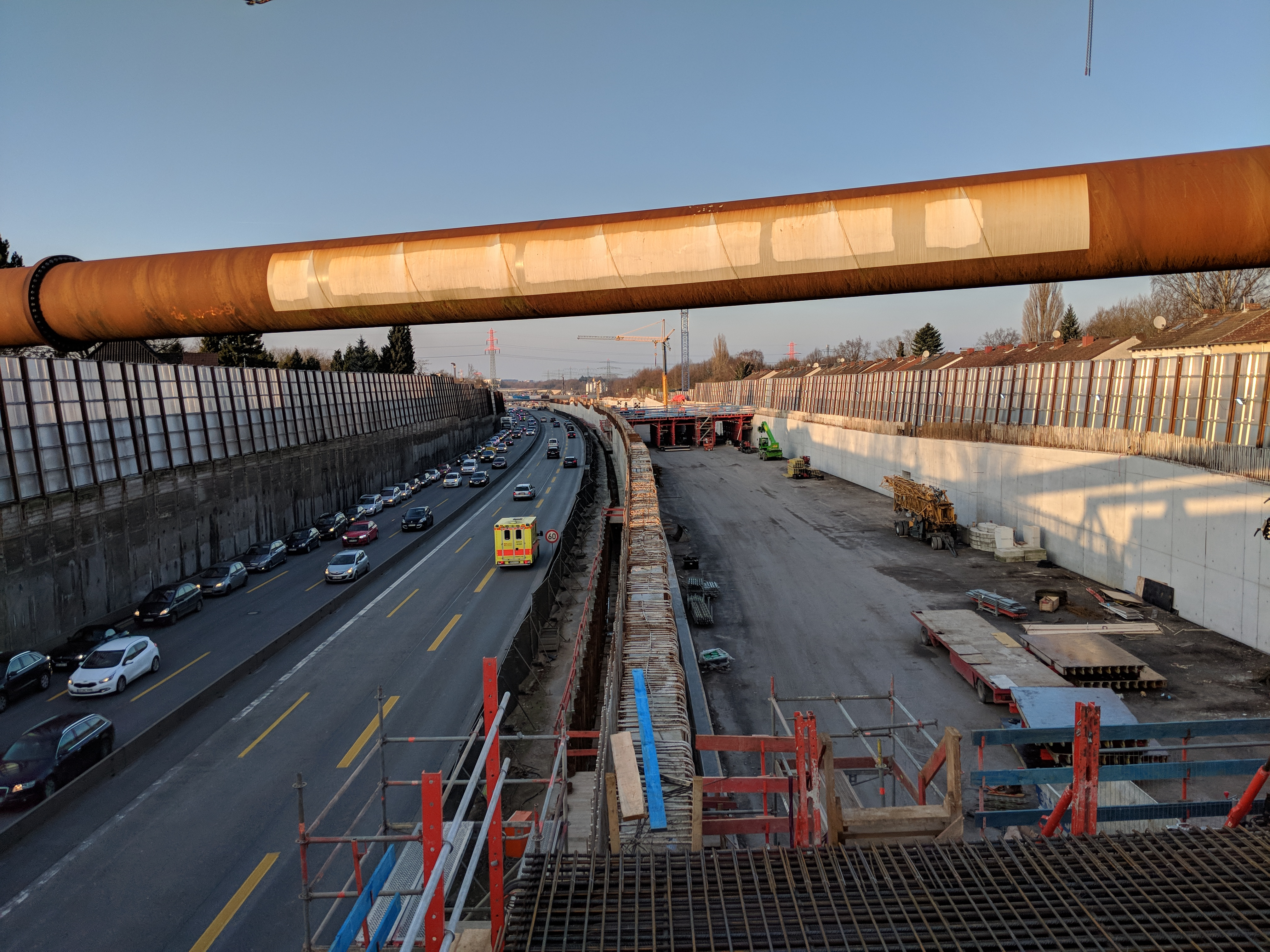
Bauarbeiten an der Oströhre (Brücke Wördemanns Weg Richtung Norden 2018)
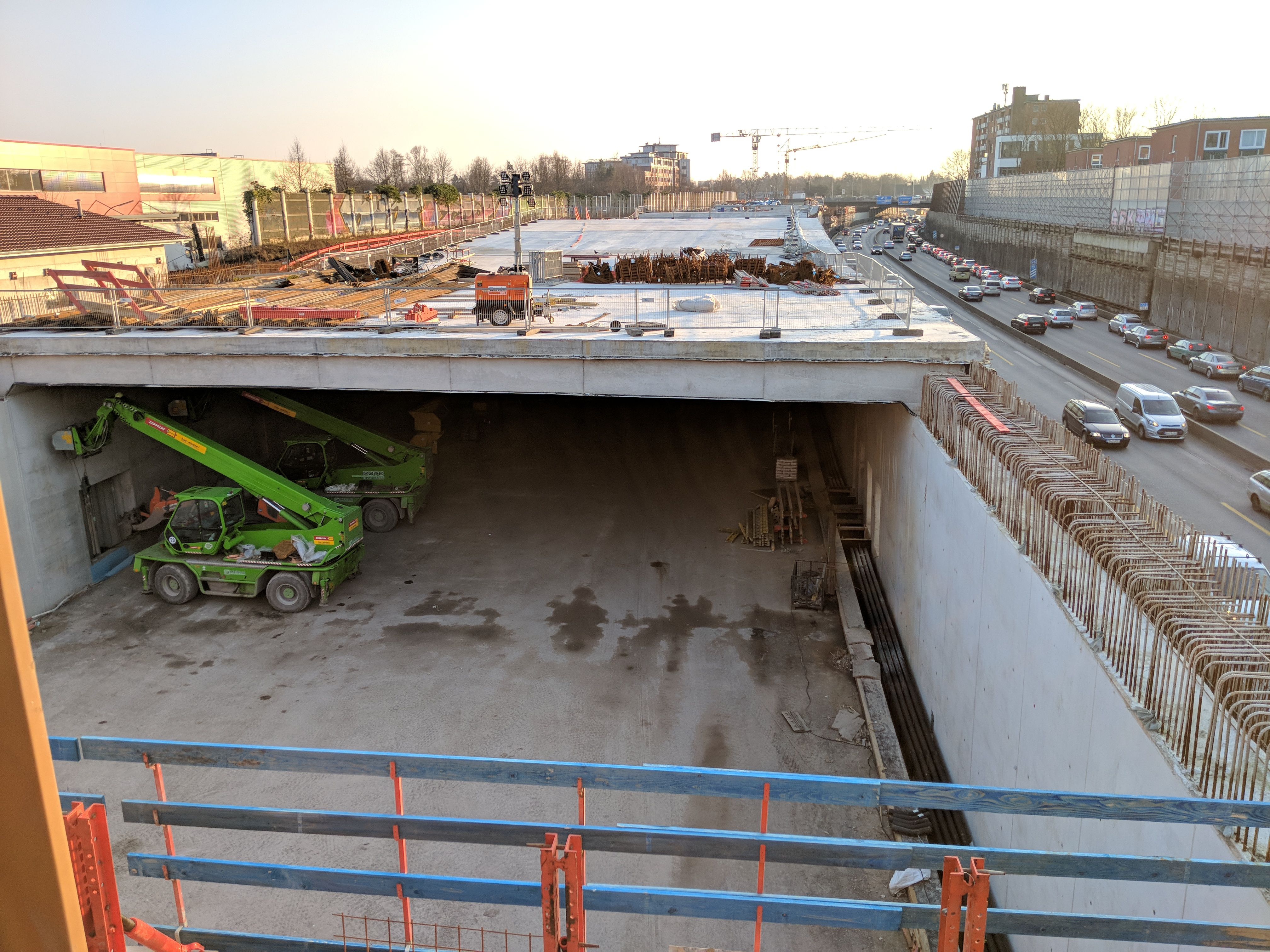
Bauarbeiten an der Oströhre (Brücke Wördemanns Weg Richtung Süden 2018)
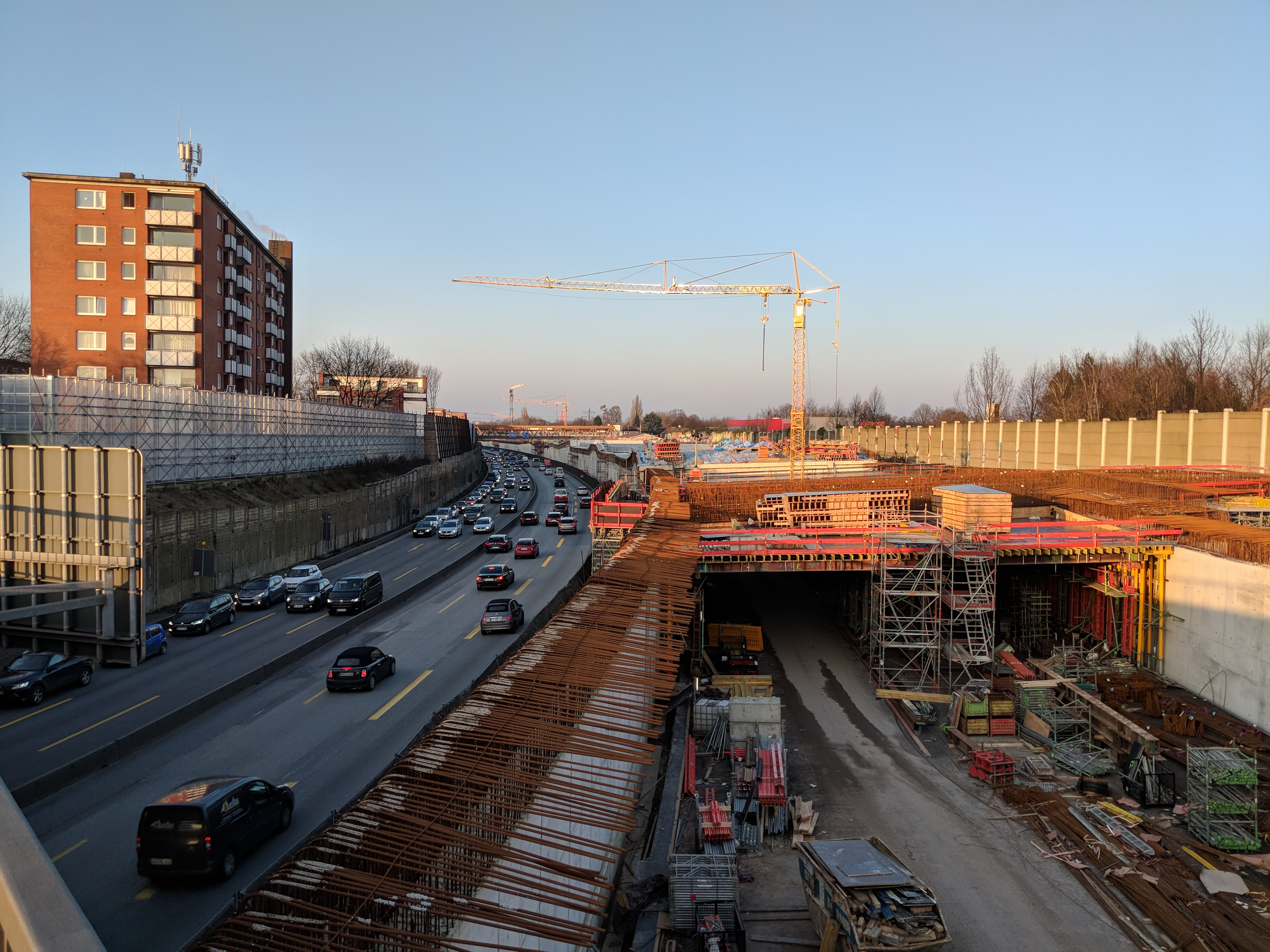
Bauarbeiten an der Oströhre (Brücke Kieler Straße Richtung Norden)
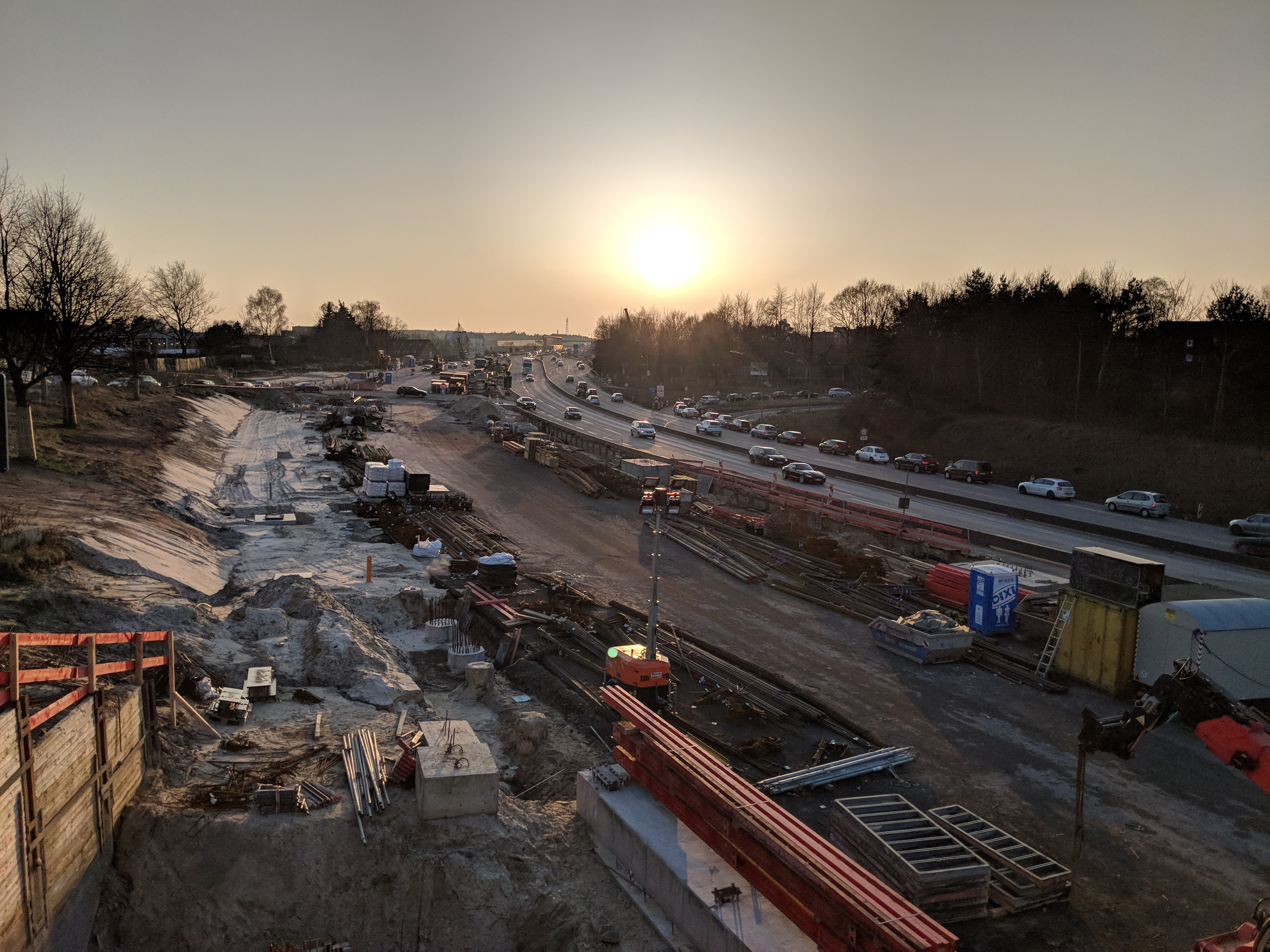
Bauarbeiten zur Verbreiterung der Fahrbahn (Brücke Kieler Straße Richtung Süden)
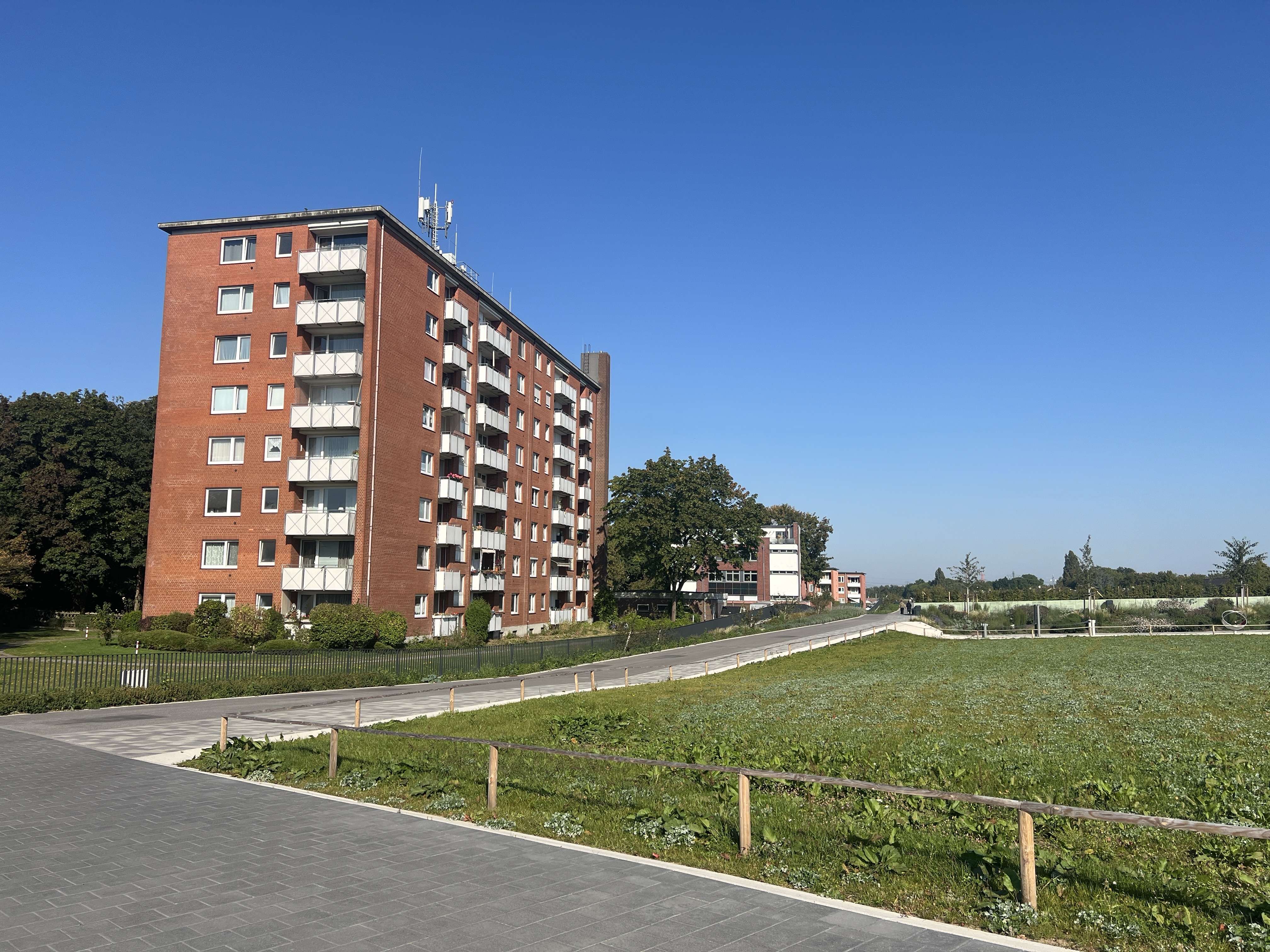
Blick auf den fertiggestellten Deckel Stellingen, aufgenommen am südlichen Ende (Kieler Straße) mit Blick in Richtung Nordwesten

### Bahrenfeld/Othmarschen
Dieser Deckel, auch bekannt als Altonaer Deckel, wurde ursprünglich mit einer Länge von 730 Metern geplant. Im März 2016 einigten sich alle Bürgerschaftsfraktionen auf eine Verlängerung auf 2300 Meter. Er ist somit das längste der drei Bauwerke. Die Kosten teilen sich Bund und Stadt. Durch einen freiraumplanerischen Wettbewerb soll der zukünftige Grünzug vom Volkspark zur Elbe gestaltet werden. Ein 25 Hektar großer Kleingartenpark soll dann Raum für den Umzug von Kleingärten schaffen, deren Flächen in den nun lärmberuhigten benachbarten Stadtteilen für etwa 3000 neue Wohnungen genutzt werden sollen. Zwischen dem Deckel, der bis zur Straßenbrücke Behringstraße reicht, und dem Elbtunnel verbleiben ungefähr 500 Meter, die nicht überdacht werden sollen. Hier sollen stattdessen Lärmschutzwände installiert werden. Im Jahr 2020 begannen Vorbereitungsarbeiten, der Bau soll bis etwa Ende 2028 abgeschlossen sein. Die Straßenbrücke Kielkamp/Lutherhöhe wurde im November 2022 abgerissen und durch eine Behelfsbrücke ⊙ mit getrennten Fuß- und Radwegen ersetzt.

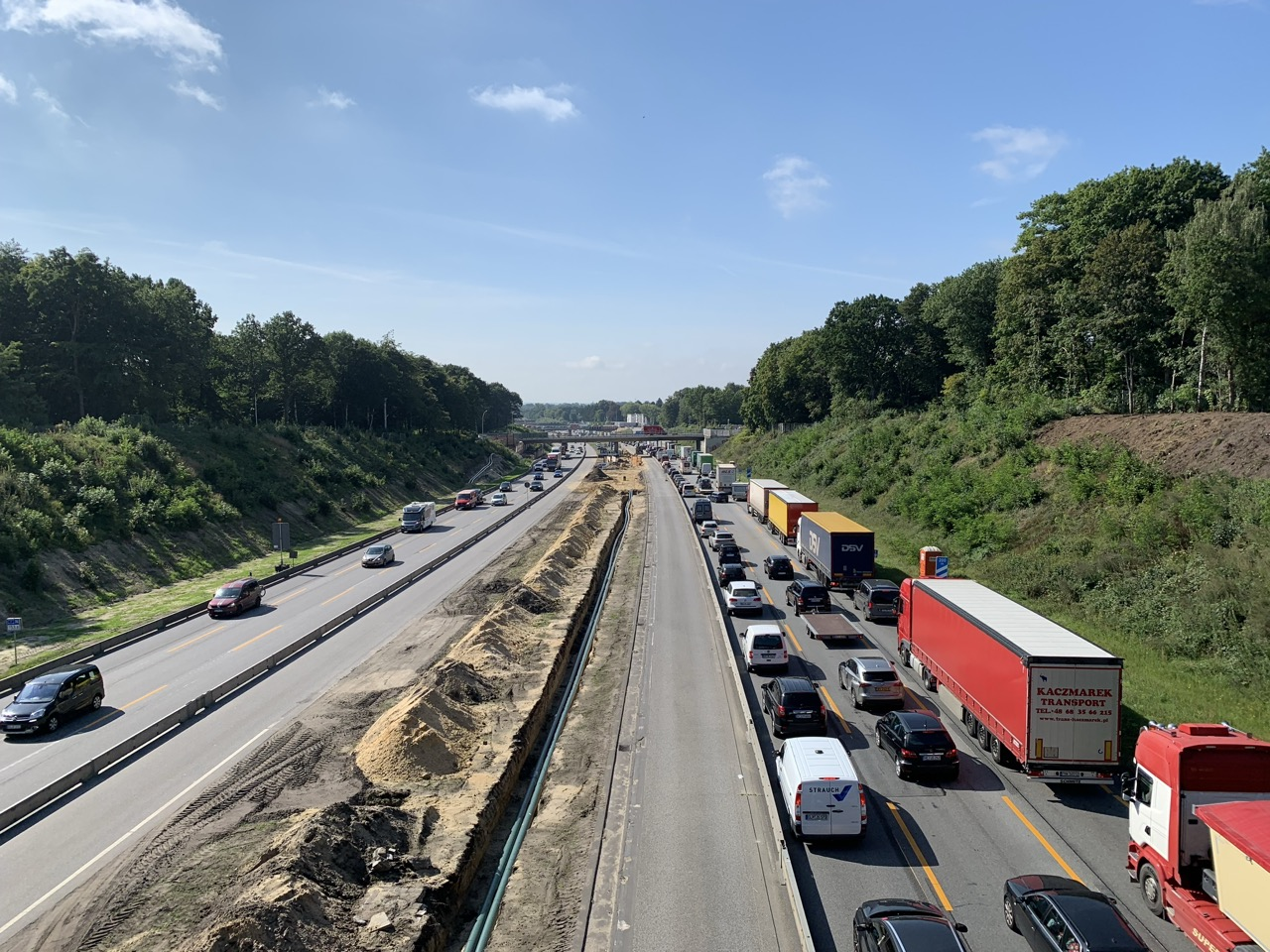
Bauarbeiten A 7 (Straßenbrücke Kielkamp/Lutherhöhe 2021)
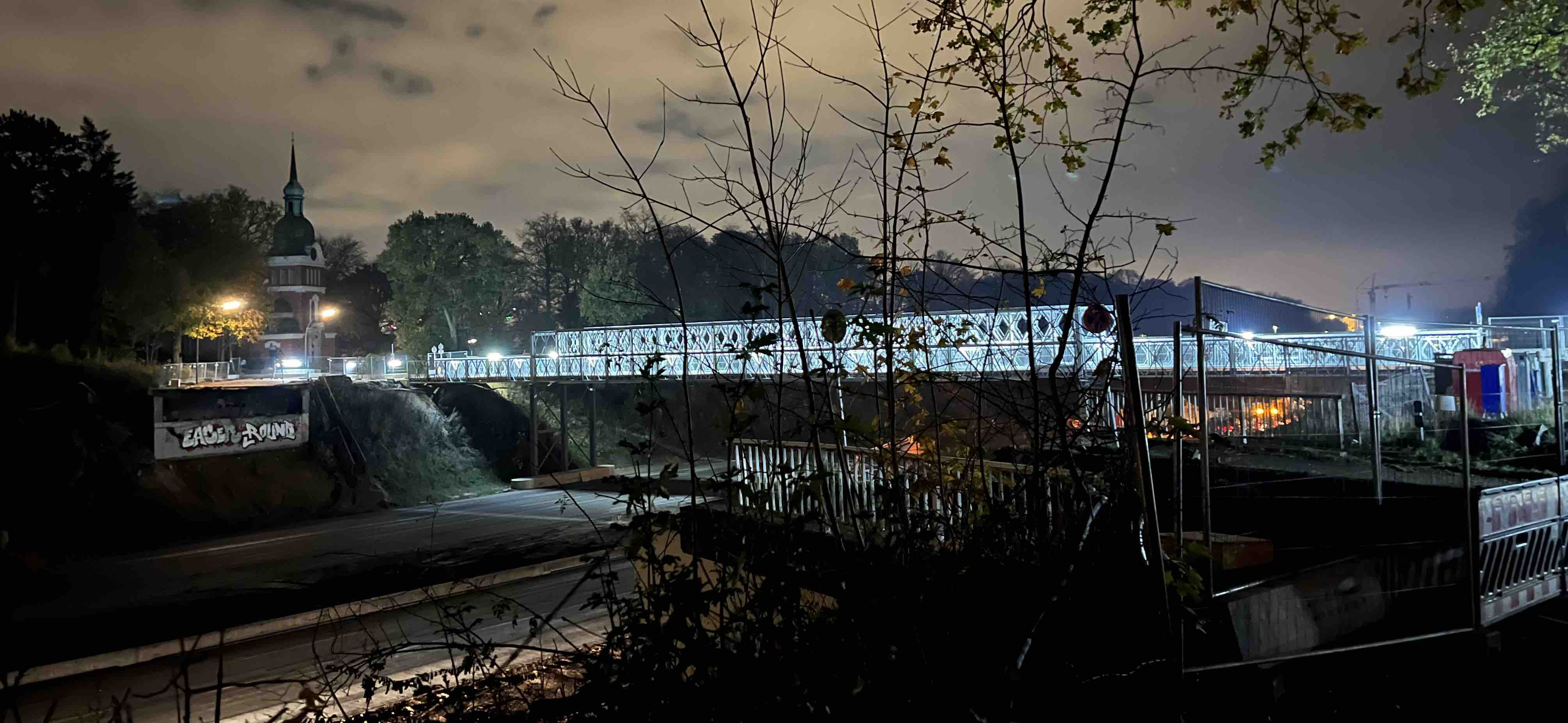
Behelfsbrücke Lutherhöhe (getrennte Fuß- und Radbrücke) über die A 7 in Hamburg auf Höhe Kielkamp/Lutherhöhe
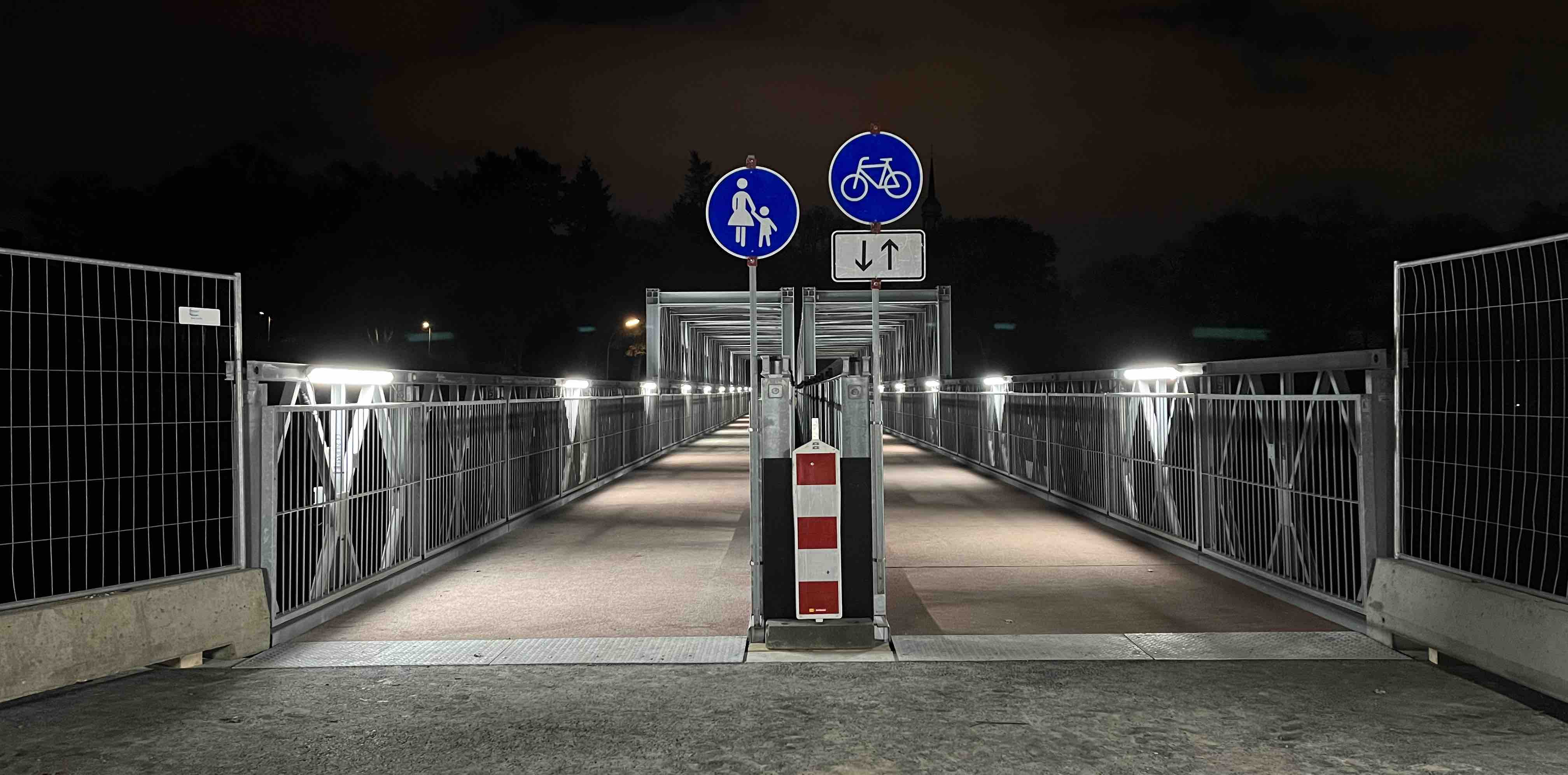
Behelfsbrücke Lutherhöhe über die A 7 in Hamburg, Höhe Kielkamp/Lutherhöhe, getrennter Fuß- und Radweg, Sicht nach Osten

## Bau
Die Deckel werden in offener Bauweise errichtet. Dabei werden zunächst die Wände errichtet und anschließend eine 1,4 m dicke Beton-Abdeckung darüber gegossen. Diese soll ein Gewicht von bis zu 4,5 Tonnen pro Quadratmeter tragen können. Damit ist die Bebauung mit Wohnhäusern ausgeschlossen, leichtere Bauten wie die geplanten Kleingärten sind jedoch möglich. Auf dem Beton sollen 1,2 m Erdreich aufgeschüttet werden, was eine Bepflanzung ermöglichen soll.

## Kritik
Kritik an dem Projekt kommt hauptsächlich aus den Reihen der Kleingärtner, die ihre von der Stadt gepachteten Parzellen nicht gegen einen Platz auf einem der neuen Deckel tauschen möchten. Die Flächen der jetzigen Kleingärten sind im Besitz der Stadt und sollen in Wohngebiete umgewandelt werden, um dem in Hamburg herrschenden Wohnungsmangel Abhilfe zu schaffen. Durch den Bau der Deckel kann die Stadt den betroffenen Kleingärtnern ortsnah neue Parzellen auf den entstehenden Deckelflächen anbieten. Ein Umzugsmanagement für eine reibungslose Verlagerung ist von der Bürgerschaft in Aussicht gestellt worden und soll zusammen mit den betroffenen Kleingärtnern erarbeitet werden. Diese Absprachen wurden jedoch Ende 2024, als der Kleingartenverein Gartenfreunde Wittkamp umziehen musste, nicht eingehalten. Zu einem Umzugsmanagement kam es nicht und der Kündigungstermin wurde kurzfristig vorgezogen, welcher dem Kleingartenverein jedoch nicht mitgeteilt wurde. Die Abrissarbeiten auf dem ehemaligen Gelände des Vereins begannen Anfang 2025, wo 275 neue Wohneinheiten entstehen sollen, die zur Hälfte aus gefördertem Wohnraum bestehen sollen.
Von Seiten mancher Autofahrer werden aber auch die Behinderungen kritisiert, die beim Bau und der Benutzung der Tunnel zu erwarten sind, etwa die auf 80 km/h reduzierte Höchstgeschwindigkeit oder vermehrte Langsamfahrer. Allerdings lassen die RABT (Richtlinien zu Betrieb und Ausstattung von Tunneln) bei entsprechender Ausstattung der Tunnel eine Geschwindigkeit von 100 km/h zu.